# Lliure empresa
Lliure empresa és el terme amb el qual es designa al concepte d'empresa en l'economia de mercat pròpia del sistema econòmic capitalista, i que se sustenta en l'ètica racionalista de la llibertat individual. Segons la teoria econòmica liberal és un concepte essencial per al teòric funcionament sense restriccions d'un mercat lliure de competència perfecta, sense monopolis coercitius ni distorsions degudes a l'intervencionisme de l'Estat (cinquè poder).
Amb el nom de llibertat d'empresa es designa també habitualment al concepte de llibertat econòmica, amb rang constitucional en molts països.
| «                                            | Es reconeix la llibertat d'empresa en el marc de l'economia de mercat. Els poders públics garanteixen i protegeixen el seu exercici i la defensa de la productivitat, d'acord amb les exigències de l'economia general i, si escau, de la planificació. | » |
| — Constitució espanyola de 1978, article 38. | |   |

## Ús durant la Independència dels Estats Units
Històricament va ser un concepte que es va pretendre establir com el clima econòmic dels Estats Units d'Amèrica en els anys posteriors al seu independència, a través de disposicions econòmiques presents en les diferents constitucions estatals o la pròpia Constitució dels Estats Units, que assenta el principi liberal de la recerca de la felicitat (pursuit of happiness), en línia amb la mà invisible d'Adam Smith. Les empreses es considerarien ens privats l'aparició dels quals o dissolució dependrien de quina beneficis aportaren al públic. L'ús del terme implícitament comparava la pretesa lliure empresa americana amb la de l'enemic: percebuda com a fruit del capitalisme clientelar (crony capitalism) d'un corrupte Imperi Britànic. La bandera dels Estats Units té en la seua pròpia composició alguna referència a aqueix fet, a l'utilitzar els fills de la llibertat un disseny de barres roges i blanques d'orientació oposada a la bandera de la Companyia Britànica de les Índies Orientals (que posteriorment es va barrejar amb les estrelles sobre fons blau de la bandera de George Washington).

## Ús posterior
Posteriorment el terme va ser generalitzat (fins i tot a Anglaterra) per a designar al sistema capitalista de lliure mercat; fonamentalment per a designar l'empresa individual o empresa familiar típica de la primera fase de la Revolució Industrial (segona meitat del segle xviii i començaments del segle xix); com oposada al gran capitalisme característic de mitjan segle xix a partir de d'empreses l'immens capital de les quals superava la possibilitat de qualsevol inversor privat i necessitava el mecanisme de la inversió en borsa a través del mecanisme de la societat anònima per accions (per exemple els ferrocarrils). A la fi del segle xix i començaments del segle XX (Segona Revolució Industrial) el capitalisme va entrar en una fase presidida per la concentració de capital en empreses cada vegada majors (gran empresa) que adquirien una posició dominant en el mercat, desvirtuant-lo, a través de diferents formes de concentració de capital (holding, trust, cartel) o de la forma més radical: el monopoli.
Permetre l'activitat lliure i sense restriccions de tota classe d'empreses, sota l'argument que restringir o intervenir en la seua activitat atemptaria contra la lliure empresa; o fer-lo sota l'argument de protegir el mercat lliure (diferents legislacions antimonopoli), és un dels debats clàssics del liberalisme econòmic que recentment s'ha expressat en el concepte capitalisme democràtic.

## Ús del terme en altes contextos
- El MS Herald of Free Enterprise (Herald de la Lliure Empresa) va ser el nom d'un vaixell de passatgers (ferri), enfonsat en 1987 en el Canal de la Mànega, amb centenars de víctimes. També operaven en la mateixa línia (Dover-Calais) altres dos vaixells idèntics el MS Pride of Free Enterprise (Orgull...) i el MS Spirit of Free Enterprise (Esperit...).

- Free Enterprise (pel·lícula), és una pel·lícula de 1999, dirigida per Robert Meyer Burnett i protagonitzada per William Shatner.